# Recha Freier
Recha Freier (in ebraico רחה פריאר‎?, nata Schweitzer; Norden, 29 ottobre 1892 – Gerusalemme, 2 aprile 1984) è stata un'attivista tedesca, militante antinazista di religione ebraica.
Il 30 gennaio 1933 fondò il Kinder- und Jugend-Alijah, organizzazione che riuscì a portare in salvo dal nazionalsocialismo migliaia di bambini e ragazzi ebrei.

## Biografia

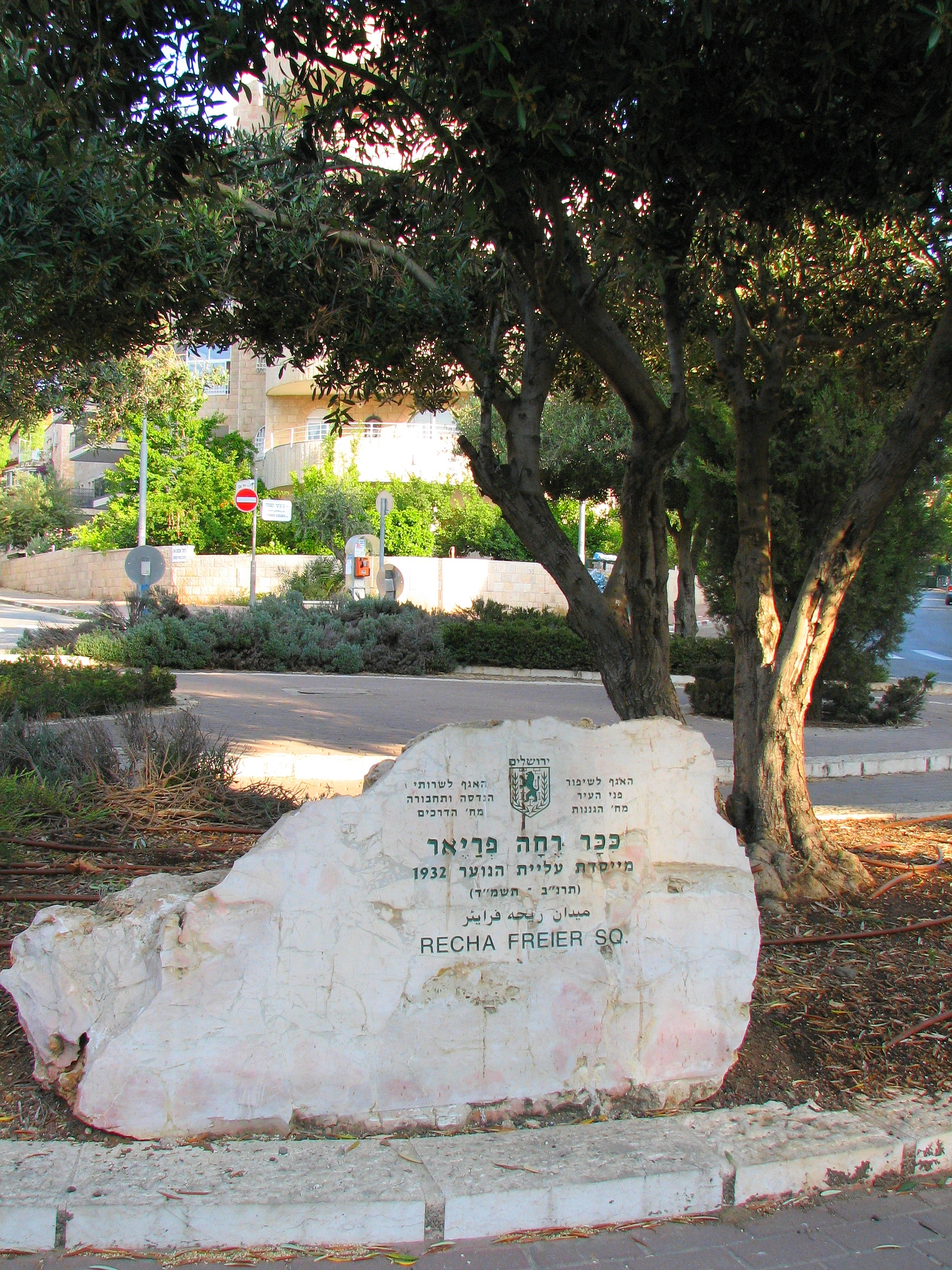
Monumento in piazza Recha Freier a Gerusalemme

Recha Freier, figlia dell'insegnante di scuola elementare ebrea ortodossa Manasse Schweitzer (1856–1929) e di sua moglie, l'insegnante di inglese e francese Bertha (nata Levy, 1862–1945). La famiglia amava la musica e Recha imparò ben presto a suonare il pianoforte. Già da bambina si è confrontata con l'antisemitismo nel Nord, quando a lei e alla sua famiglia è stato impedito l'ingresso in un luogo pubblico da un cartello: “È vietato l'ingresso ai cani e agli ebrei”. Successivamente rielaborò questa esperienza nella poesia “Terremoto”. Nel 1897 la famiglia si trasferì a Glogau nella Bassa Slesia dopo che le richieste di trasferimento del padre furono accolte. Nella scuola locale Recha era l'unica studentessa ebrea e venne ridicolizzata a causa del divieto di scrivere durante lo Shabbat e un'insegnante le chiese maliziosamente se le fosse permesso allacciarsi il grembiule anche il sabato. Recha ha completato i suoi studi in una scuola superiore privata a Wroclaw.

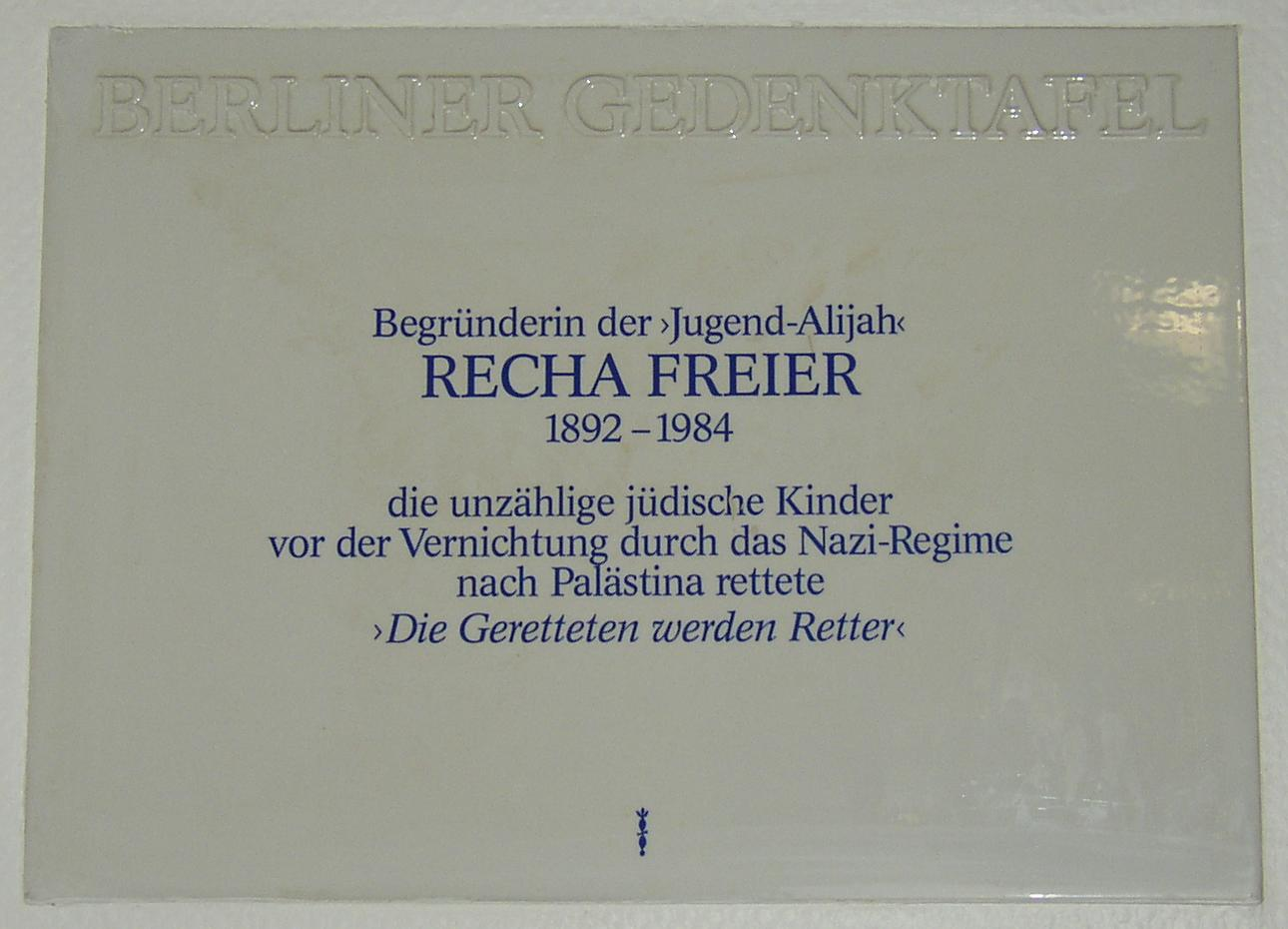
Targa commemorativa a Berlino-Charlottenburg (Fasanenstraße 79–80)

Dopo aver terminato la scuola, Recha Schweitzer ha studiato educazione e folklore a Breslavia e Monaco e ha poi lavorato come insegnante di tedesco, francese e inglese e come pianista nelle scuole secondarie. Nel 1919 sposò il rabbino Moritz Freier (1889–1969) dal matrimonio ebbero quattro figli (i figli Shalvet, nato nel 1920; Ammud, nato nel 1923; Zerem, nato nel 1926; e la figlia Ma'ayan, nata nel 1929 ), tre dei quali vivono ora in Israele.
Nel 1919 la famiglia si trasferì a Sofia . Qui Recha fondò l'Organizzazione sionista internazionale delle donne Jung (Jung-WIZO), che ispirò ragazze e giovani donne al sionismo. Nel 1926 la coppia si trasferì a Berlino, dopo che suo marito fu nominato rabbino capo delle tre principali sinagoghe ortodosse della comunità ebraica a Berlino. Nel 1932, cinque ragazzi ebrei orientali di 16 anni che avevano perso il lavoro a causa della loro fede andarono da lei e le chiesero aiuto. Forgiata da questa esperienza, vide l’incidente non come un problema economico e sociale, ma come un atto antisemita. Così maturò nella sua mente l'idea di portare questi giovani ebrei in Palestina, dare loro una formazione tecnica e creare per loro una nuova casa con genitori adottivi nei kibbutz . Il primo gruppo di bambini lasciò la Germania nel 1932. Il 30 gennaio è stato pubblicato l'atto ufficiale di registrazione per la fondazione del “Comitato di aiuto alla gioventù ebraica”. Firmato con un avvocato a Berlino nel gennaio 1933, il giorno in cui Hitler divenne cancelliere. Dalla fusione di varie organizzazioni, è stata creata il 30 maggio 1933 l'associazione Aliyah per bambini e giovani (la Kinder- und Jugend-Alijah). La sede dell'organizzazione era a Berlino-Charlottenburg 2, Kantstr. 158, dove c'era anche l'ufficio dell'Associazione regionale prussiana delle comunità ebraiche (Geschäftsstelle des Preußischen Landesverbands Jüdischer Gemeinden). Quest'ultima era responsabile della selezione e della preparazione dei ragazzi dai 13 ai 17 anni ad emigrare in Palestina. A Gerusalemme, Henrietta Szold ha assunto la gestione dell'ufficio Youth Aliyah e ha accolto i bambini e i giovani in arrivo; un altro ufficio aveva sede a Londra.
I membri maschi della famiglia Freier si trasferirono da Berlino a Londra tra il 1937 e il 1939. Tuttavia, Recha Freier decise di restare con sua figlia finché ci fosse stata ancora la possibilità di salvare gli ebrei.
Recha Freier non sempre procedeva legalmente per ottenere i documenti necessari per l'uscita e l'ingresso dei giovani, motivo per cui fu esclusa dal consiglio direttivo dell'associazione nel 1938 perché non voleva limitarsi ai soli metodi che aveva imparato da un avvocato. Durante la Notte dei Cristalli, Recha Freier e la sua famiglia erano a Londra. Tornò immediatamente in Germania quando venne a sapere cosa era successo. Decise quindi di continuare la sua attività in proprio. Nel 1940 alcuni colleghi la denunciarono per propaganda antinazista. Avvertita in tempo, riuscì a fuggire in Palestina passando per Vienna, Zagabria, Turchia, Grecia e Siria utilizzando documenti di ingresso britannici. In questo viaggio le fu possibile ancora una volta di salvare altri 120 bambini dai campi di sterminio.
Nel 1941 fondò in Israele il “Centro di formazione agricola per bambini israeliani” (Agricultural Training Centre for Israeli Children). Questa istituzione accoglieva bambini provenienti da famiglie povere e li collocava nei kibbutz. Nel 1958 fondò l'Israel Composers Fund” e nel 1966 il “Testimonium Scheme”, un'associazione di scrittori e musicisti.
Morì a Gerusalemme nel 1984 all'età di 91 anni.

## Riconoscimenti
- Nel 1954 Albert Einstein la propose, senza successo, per il Premio Nobel per la Pace.
- Nel 1975, Recha Freier ha ricevuto un dottorato onorario dall'Università Ebraica.
- Nel 1981 le è stato assegnato il Premio Israele.
- Dal 26 novembre 1984 a Berlino, nel Centro comunitario ebraico, Fasanenstrasse 79/80, è stata affissa una targa commemorativa in ricordo di lei e del suo lavoro.[2]
- Una piazza di Gerusalemme prende il nome da Recha Freier
- La Casa Recha Freier è stata costruita nel Kibbutz Yakum come luogo di incontro per giovani israeliani, tedeschi e di altre nazionalità.

## Organizzazione
L'Aliyah dei bambini e dei giovani salvò 7.600 bambini dalla Germania nazista. L'organizzazione è attiva ancora oggi e aiuta i bambini orfani che arrivano nel Paese con le varie ondate di immigrazione. Secondo l’organizzazione, dalla sua fondazione si sono presi cura di oltre 350.000 bambini e giovani provenienti da oltre 80 paesi.

## Opere
- Auf der Treppe, Amburgo, 1976
- Fensterläden, Amburgo 1979

## Audiolibri
- Eva Maria Houben : 5 haiku (2003) per voce parlata e pianoforte. UA21. Febbraio 2004 Düsseldorf (spazio artistico; Sylvia Alexandra Schimag [voce], Eva-Maria Houben [pianoforte])